# Sigismund Salblinger
Sigismund Salblinger fou un músic alemany del segle xvi. El seu nom també pot aparèixer com a Sigmund Salminger, Sigismund Salblinger i Sigmund Salminger
Era monjo quan arribà el 1527 a Augsburg, i s'afilia a la seva arribada a la secta anabaptista, però no tardà a retornar a l'ortodòxia, i s'establí en aquella ciutat com a mestre d'escola. El seu principal mèrit consisteix a haver publicat algunes antologies que contenien composicions d'autors quasi desconeguts en aquella època, com per exemple els francos-flamencs Josquin Baston i, Noel Bauldeweyn.
Cal mencionar:
- Selectissimae nec nonfamiliarissimae cantiones ultra centum (Augsburg, 1540);
- Concentus 8, 6, 5 et 4 vocum (Augsburg, 1545);
- Cantiones 7, 6 et 5 vocum longe gravissimae (1545);
- Cantiones selectissimae 4 vocum (1548-49).